# Aidan Hutchinson
(en) Statistiques sur pro-football-reference
Aidan Hutchinson, né le 9 août 2000 à Plymouth (Michigan), est un joueur professionnel américain de football américain de la National Football League (NFL).
Defensive end, il joue pour les Lions de Détroit après que cette franchise l'ait sélectionné en deuxième choix global lors de la draft 2022.
Au niveau universitaire, il a joué pour les Wolverines de l'université du Michigan. Au terme de son année senior en 2021, il se classe deuxième au Trophée Heisman et reçoit plusieurs récompenses individuelles comme le Ted Hendricks Award et le Lombardi Award en plus d'avoir été unanimement reconnu joueur All-American.

## Biographie

### Jeunesse
Né le 9 août 2000 à Plymouth dans le Michigan, Hutchinson étudie au lycée Divine Child (en) de Dearborn où il joue aux postex de defensive end, de tight end, d'offensive lineman et de long snapper. En 2018, il participe au match U.S. Army-All American (en) où il réussit deux sacks.

### Carrière universitaire
Après le lycée, Hutchindson intègre l'Université du Michigan où il joue avec les Wolverines dans la NCAA Division I FBS pendant quatre saisons (2018-2021).
Lors de son année junior en 2020, il est titulaire lors des trois premiers matchs mais se blesse ensuite sérieusement ce qui met un terme à sa saison.
Il remporte plusieurs trophées au terme de la saison 2021 dont le Ted Hendricks Award, le Lombardi Award, le Lott IMPACT Trophy, et le Chicago Tribune Silver Football (en). Il est classé deuxième au Trophée Heisman, seul des quatre finalistes n'occupant pas le poste de quarterback. Hutchinson déclare ensuite se présenter la draft 2022 de la NFL.

### Carrière professionnelle
Hutchinson est sélectionné en 2e choix global lors du premier tour de la draft 2022 de la NFL par la franchise des Lions de Détroit avec qui il signe le 9 mai 2022 un contrat de quatre ans pour un montant garanti de 35,7 millions de dollars.

#### 2022
En 3e semaine de la saison 2022 contre les Commanders de Washington, Hutchinson totalise trois sacks ce qui constitue un record de la franchise pour un joueur rookie (débutant). Il réussit sa première interception professionnelle contre le quarterback Aaron Rodgers lors de la victoire de son équipe 15 à 9 contre les Packers de Green Bay le 6 novembre 2022. Il récidive deux semaines plus tard, interceptant le quarterback Daniel Jones des Giants de New York.
Il termine son année rookie avec un total de 9,5 sacks, 52 plaquages trois interceptions, trois passes défendues et deux fumbles recouverts. cette performance lui permet d'être sélectionné dans l'équipe type des meilleurs rookies de la saison (PFWA All-Rookie Team).

#### 2023
Lors de la victoire 20 à 6 en troisième semaine de la saison 2023 contre les Falcons d'Atlanta, Hutchinson totalise 4 plaquages, 2 sacks, 2 passes défendues, force 1 fumble et en recouvre 1 ce qui lui vaut d'être désigné mailleur joueur défensif NFC de la semaine.
Contre les Cowboys en 17e semaine, Hutchinson réussit trois sacks, égalise son record en carrière établi la saison précédente contre Washington 

#### 2024
Le 13 octobre 2024, au cours du quatrième quart temps du match joué en déplacement contre les Cowboys (victoire 47 à 9), Hutchison se fracture le tibia alors qu'il effectue un sack sur le quarterback Dak Prescott et doit être opéré en urgence.

## Statistiques
| Année       | Équipe                 | Statut      | MJ |       | Plaquages | Plaquages | Plaquages | Plaquages |       | Interceptions | Interceptions | Interceptions | Interceptions |  | Fumbles | Fumbles |
| Année       | Équipe                 | Statut      | MJ | Total | Seul      | Ast.      | Sacks     | Nb.       | Yards | Déf.          | TD            | Nb.           | Rec.          |  |         |         |
| 2018        | Wolverines du Michigan | Fr.         | 13 | 15    | 05        | 10        | 00,0      | 0         | 0     | 0             | 0             | 0             | 0             |  |         |         |
| 2019        | Wolverines du Michigan | So.         | 13 | 68    | 34        | 34        | 04,5      | 0         | 0     | 6             | 0             | 0             | 2             |  |         |         |
| 2020        | Wolverines du Michigan | Jr.         | 03 | 13    | 09        | 06        | 00,0      | 0         | 0     | 1             | 0             | 0             | 0             |  |         |         |
| 2021        | Wolverines du Michigan | Sr.         | 14 | 55    | 33        | 22        | 14,0      | 0         | 0     | 2             | 0             | 0             | 2             |  |         |         |
| Totaux NCAA | Totaux NCAA            | Totaux NCAA | 43 | 153   | 81        | 72        | 26,5      | 0         | 0     | 10            | 0             | 0             | 4             |  |         |         |

| Année      | Équipe           | MJ |                 | Plaquages       | Plaquages       | Plaquages       | Plaquages       |                 | Interceptions   | Interceptions   | Interceptions | Interceptions |  | Fumbles | Fumbles |
| Année      | Équipe           | MJ | Total           | Seul            | Ast.            | Sacks           | Nb.             | Yards           | Déf.            | TD              | Nb.           | Rec.          |  |         |         |
| 2022       | Lions de Détroit | 17 | 52              | 34              | 18              | 9,5             | 3               | 25              | 3               | 0               | 0             | 2             |  |         |         |
| 2023       | Lions de Détroit | ?  | Saison en cours | Saison en cours | Saison en cours | Saison en cours | Saison en cours | Saison en cours | Saison en cours | Saison en cours | ?             | ?             |  |         |         |
| Totaux NFL | Totaux NFL       | 17 | 52              | 34              | 18              | 9,5             | 3               | 25              | 3               | 0               | 0             | 2             |  |         |         |

## Trophées et records

### NFL
- Sélectionné dans l'équipe type des meilleurs rookies de la saison 2022 (PFWA All-Rookie Team 2022) ;
- Pepsi NFL Rookie of the Year (2022)[24] ;
- Meilleur joueur défensif NFC de la semaine :
  - Semaine 11 en 2022[25] ;
  - 2023 (Week 3)[18]
- Meilleur joueur défensif NFC du mois :
  - Novembre 2022[26] ;
  - Décembre 2022–janvier 2023[27].

### NCAA
- Vainqueur du Ted Hendricks Award 2021 ;
- Vainqueur du Lombardi Award 2021 ;
- Vainqueur du Lott Trophy 2021 ;
- Reconnu joueur All-American à l'unanimité en 2021 ;
- Sélectionné dans l'équipe type de la conférence Big Ten en 2021 ;
- Sélectionné dans la 3e équipe de la conférence Big Ten en 2019.

## Vie privée
Son père, Chris Hutchinson (en), a également joué pour les Wolverines du Michigan en NCAA. Sa mère, Melissa Sinkevics, a remporté le concours 1988 de Miss Michigan Teen USA (en) tandis que sa sœur ainée, Aria, a remporté le concours 2022 de Miss Michigan USA,.